# PhotoCap
PhotoCap是一套簡易的影像處理軟體，由台灣雲林程式設計師王俊昌所開發。這個軟體原先的開發動機單純只是要在數位相片上加上日期標記。之後幾經迭代，成為了多功能的影像編修軟體。
個人、家庭或學校教育單位等非商業營利用途免費，商業用途每套收費新台幣500至2000元不等。

## 軟體功能
這個軟體的基本功能如下：
- 製作寫真書、撲克牌、名片、桌曆、月曆、大頭照、縮圖頁，與添加文字、小圖、外框、對話框等有趣的應用。
- 修片的應用：去除紅眼、黑斑、疤痕、油光、美化肌膚、調整曝光亮度、色偏、消除紫邊...等修片功能。
- 繪圖的應用：PhotoCap相當於初級程度的 PhotoShop，因此PhotoShop大部分的基本功能都有，人稱「小 PhotoShop」，包括專業影像軟體的必備的選取、濾鏡、 圖層，還有獨特的物件功能，可以說是功能完善，又簡單好用的軟體。
- 長輩圖的製作：由於其內建的文字特效非常復古，使其成為比Microsoft Office內建之文字藝術師更適合製造在LINE等通訊軟體上分享的長輩字體之利器。
- 部分網紅封面製作利器: 由於其功能完善且免費，部分網紅將其當作免費的Photoshop來使用，而且效果非常優良

PhotoCap還提供了去背功能，可以輕易的將背景去除，讓影像合成更完美。

### 功能群組
- 外框大師： 以最直覺的方式，快速的將照片加上外框。
- 外框工廠： 製作外框的地方。
- 拼圖工廠： 可製作拼圖，功能酷炫，還能讓小拼塊任意移動與旋轉。
- 材質工廠： 可快速的從一張影像中，擷取出可製作材質的部分。
- 模板大師： 模板可由任意的物件組成，效果千變萬化，是PhotoCap的強項。
- 寫真書：4.20版最強大的功能，可做出 寫真書、撲克牌、名片、桌曆、月曆等應用。
- 撲克牌：這是寫真書功能的精簡版，只要載入52張照片，即可完成撲克牌的製作。
- 照片編輯：可對每張照片添加日期、EXIF、外框、簽名、浮水印、尺寸裁切，是洗照片不可或缺的功能。
- 證件照：讓使用者可自行製作證件照（俗稱「大頭照」），其中包括新版證照規格。還可指定多人模式，載入幾張照片就排幾個人。
- 縮圖頁：可產生照片縮圖索引頁，還可以輕易將指定張數的照片合成一張，如 4 張照片洗成一張 4X6。

### 批次功能
- 批次更改檔名： 一次搞定檔案名稱，檔名可以為 拍照日期、 檔案日期、流水號等等 。
- 批次變更日期： 讓你變更照片的日期，同時也支援修改檔案日期。
- 批次改影像格式： 將所有的影像轉成你要的格式，比如100 張的 JPEG 檔轉成 GIF 檔，同時還能改變影像尺寸。
- 批次影像列印： 可以讓你一次列印所有你載入的影像，可以單張列印，也可以多張列印。
- 批次加外框：可一次把大量的載入的照片加上外框。
- 批次加模板：可一次把大量的載入的照片加上模板。

## 軟體版本

### 6.0版
新增的重大功能：
1. 蒙太奇效果
2.藝術字物件
3.文字方塊物件
4. 放大鏡物件
5. 物件路徑功能
6. 物件的屬性面版
7. 分割列印功能重疊與切割虛線功能與按紙張數量的模式

### 4.22版
- 修正 4.2的BUG

### 4.20版
- 支援 vista
- 提升編輯效能
- 相片書 正式改名為 寫真書
- 寫真書 可以匯入多圖外框，製作 跨頁
- 製作撲克牌
- 可以同時開啟好幾個PhotoCap同時進行編輯照片
- 照片物件與影像物件大幅改進效能
- 修正許多BUG

### 3.01版
- 修正3.0的BUG
- 增加製作外框功能
- 濾鏡的藝術風增加油畫效果

### 3.00版
- 此版除保留之前版本的功能之外，於影像處理部份大幅改寫，提供仿PhotoShop影像處理基本功能
  - 提供濾鏡功能
  - 提供圖層處理功能
  - 提供影像選取工具功能
  - 提供影像繪圖功能
  - 提供數位相片修片功能
- 新增批次照片縮圖索引頁功能
- 新增批次改影像格式功能

## 軟體語系
目前提供三種語系版本：
- 繁體中文版
- 簡體中文版
- 英文版

## 外部連結
- PhotoCap 6.0 簡介（页面存档备份，存于）
- PhotoCap論壇

★論壇網頁已於2017年11月24日關閉至今。
- 哲想方案有限公司（页面存档备份，存于）